# Humanitas University
Humanitas University, indicata anche come Hunimed, è un'università privata italiana specializzata nelle scienze biomediche e medico-chirurgiche del Gruppo Humanitas. Ha sede a Pieve Emanuele, comune parte della città metropolitana di Milano, nei pressi dell'Istituto Clinico Humanitas.

## Storia
Dal 1997, grazie a un accordo con la facoltà di medicina e chirurgia dell'Università degli Studi di Milano, inizia una collaborazione per l'attività didattica degli studenti in medicina all'interno dell'Istituto, sino a ospitare i corsi di laurea in infermieristica e in medicina e chirurgia, attivati rispettivamente dall'anno 2000 e dal 2003.
Nel 2010 in Humanitas nasce il corso di laurea internazionale in lingua inglese di medicina e chirurgia in collaborazione con l’Università degli Studi di Milano.
Nel 2014, l'Istituto Clinico Humanitas e la Fondazione Humanitas per la Ricerca sono promotori di Humanitas University ateneo pubblico non statale dedicato alle scienze mediche. L’università, istituita al MIUR, è stata legalmente riconosciuta il 20 giugno 2014 con un decreto del Ministro dell'Istruzione dell'Università e della Ricerca.
Nel 2016 è attivato il corso di laurea in fisioterapia e, l'anno successivo, terminano i lavori di costruzione del nuovo campus universitario (building A, B e C) contiguo al policlinico e al centro di ricerca dell'IRCCS.
Nel 2018 è inaugurata la nuova residenza universitaria Mario Luzzatto Student House (building D) con 240 posti letto per studenti, mentre, l’anno successivo, terminano i lavori di costruzione del nuovo Centro Congressi Humanitas, un'area polifunzionale di circa 1000 m².
Nel 2019, dalla collaborazione di Humanitas University e Politecnico di Milano, nasce il corso di laurea magistrale in medicina ed ingegneria biomedica, MEDTEC School.
Nel 2020 è attivato il corso di laurea magistrale in scienze infermieristiche ed ostetriche.
Nel 2022 Humanitas University entra nel ranking internazionale Times Higher Education classificandosi tra le prime 250 università al mondo.
Nel 2023 è inaugurato il nuovo Innovation Building (building F) e sono attivati i corsi di laurea in Tecniche di Laboratorio Biomedico e Tecniche di Radiologia Medica.
Nel 2024, dalla collaborazione di Humanitas University e Università Bocconi, nasce il corso di laurea magistrale in Data Analytics and Artificial Intelligence in Health Sciences (DAIHS).

## Sedi
L'Università è dislocata su più sedi. Il campus universitario principale è ubicato in corrispondenza del policlinico e del centro di ricerca dell'IRCCS Istituto Clinico Humanitas. Mentre sedi secondarie per il corso di laurea in Infermieristica sono presenti a Bergamo (dal 2017), in prossimità dell'ospedale Humanitas Gavazzeni, a Castellanza (dal 2021), in prossimità dell'ospedale Humanitas Mater Domini e a Catania (dal 2023) in prossimità di Humanitas Istituto Clinico Catanese.

## Struttura
L'università fa parte del Gruppo Humanitas, un centro medico e accademico privato focalizzato sull'assistenza sanitaria integrata, sull'istruzione e sulla ricerca. Humanitas impiega 8.600 professionisti e gestisce una rete di 21 centri ambulatoriali polispecialistici e 11 strutture ospedaliere in Italia.

### Campus
Il campus dell'Università Humanitas è situato nel parco sud di Milano, adiacente all'Istituto Clinico Humanitas e comprende 6 edifici per una superficie complessiva di circa 42000 m². All’interno del campus sono presenti: due poli didattici (building A e F), un hub polifunzionale (building B), il centro di ricerca (building C), una residenza universitaria con 240 posti letto per gli studenti (building D) e i laboratori di ricerca (building E).
Il campus dispone, inoltre, di un simulation center, aule e laboratori, sale studio, una biblioteca, un auditorium, un centro congressi, una mensa, un caffè, un bistrot, Esselunga e Amazon lockers, ampi spazi verdi e aree sportive.

## Collegamenti
Il policlinico e il campus universitario sono collegati alla fermata della metro di piazza Abbiategrasso, della linea metropolitana verde M2, dalla linea autobus 230 (capolinea Basiglio). I comuni di Pieve Emanuele, Opera e Locate sono invece collegati all'Istituto e all'Università dalla linea autobus 220. All’interno del Campus universitario è inoltre attivo il servizio di carsharing Enjoy.

## Rettori
- Marco Montorsi (2014-2023)[22]
- Luigi Maria Terracciano (dal 2023)

## Presidenti
- Gianfelice Rocca (dal 2014)